# Vallées du Lis, de la Pique et d'Oô
Vallées du Lis, de la Pique et d'Oô este o arie protejată (arie de protecție specială avifaunistică — SPA) din Franța întinsă pe o suprafață de 10.490 ha, integral pe uscat.

## Localizare
Centrul sitului Vallées du Lis, de la Pique et d'Oô este situat la coordonatele 42°44′06″N 0°34′43″E / 42.735°N 0.57861°E.

## Înființare
Situl Vallées du Lis, de la Pique et d'Oô a fost declarat arie de protecție specială avifaunistică în baza directivei 79/409 din 1979 referitoare la conservarea păsărilor sălbatice pentru a proteja 13 specii de animale.

## Biodiversitate
Situată în ecoregiunea alpină, aria protejată nu include niciun habitat protejat.
La baza desemnării sitului se află mai multe specii protejate de  păsări (13): minunița (Aegolius funereus), acvilă de munte (Aquila chrysaetos), șerpar (Circaetus gallicus), ciocănitoare cu spate alb (Dendrocopos leucotos), ciocănitoare neagră (Dryocopus martius), șoim călător (Falco peregrinus), zăgan (Gypaetus barbatus), Lagopus mutus pyrenaicus, gaia roșie (Milvus milvus), Perdix perdix hispaniensis, viespar (Pernis apivorus), Pyrrhocorax pyrrhocorax,  cocoș de munte (Tetrao urogallus).
Pe lângă speciile protejate, pe teritoriul sitului au mai fost identificate 2 specii de păsări.